# Birger Breivik
Birger Breivik (Fyresdal, 26 ottobre 1912 – 28 giugno 1996) è stato un politico norvegese, appartenente al Partito Popolare Cristiano.
Fu eletto allo Storting da Aust-Agder nel 1958, ma non fu riconfermato nel 1961.